# Divisòria continental nord-americana

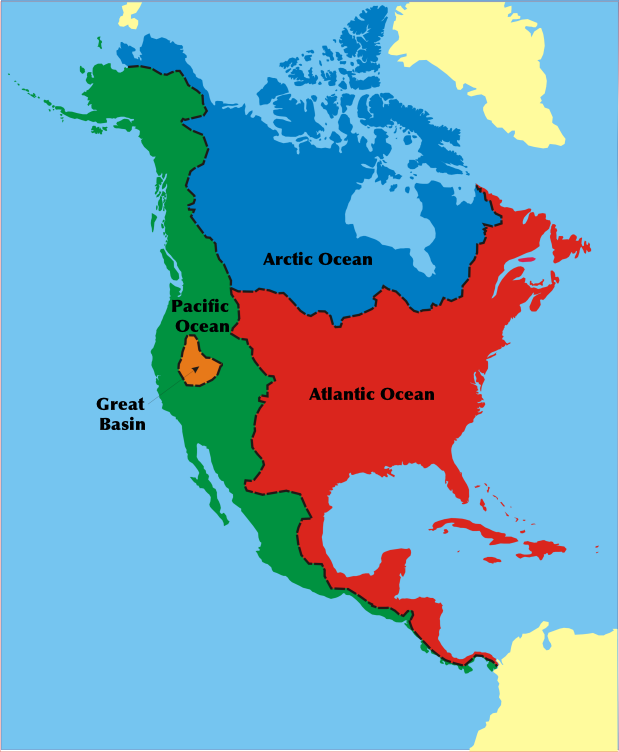
La divisòria continental és la frontera entre l'àrea verda i les vermella i blava.

La divisòria continental nord-americana (Continental Divide o Great Divide en anglès) és una carena que separa les àrees d'Amèrica del Nord que drenen vers l'oceà Pacífic (a l'oest) d'aquelles que ho fan vers l'Atlàntic i l'Àrtic (est). La major part de la divisòria segueix les muntanyes Rocoses.
Comença al cap Prince of Wales a Alaska tot endinsant-se després al Canadà a través del Yukon i la Colúmbia Britànica (on fa de frontera amb Alberta), després de la qual torna als EUA i travessa Montana, Wyoming, Colorado, i Nou Mèxic. Després segueix cap al sud a través de la Sierra Madre Occidental mexicana, tot endinsant-se a l'Amèrica Central.
Durant un cert tros del sud de Wyoming la divisòria se separa tot envoltant la Great Divide Basin, una conca tancada que no drena ni al Pacífic ni a l'Atlàntic.
A la part de Montana del Glacier National Park hi ha un pic anomenat Triple Divide Peak ("Pic de la Triple Divisòria") on convergeixen les 3 principals divisòries continentals nord-americanes. A partir de la seva punta l'aigua drena vers els oceans Pacífic, Atlàntic i Àrtic.
El Continental Divide Trail ("Camí de la Divisòria Continental") segueix la divisòria a través dels Estats Units des de la frontera mexicana fins a la canadenca.
Als EUA és normal que tot port de muntanya que travessi la divisòria tingui un cartell assenyalant-ho.

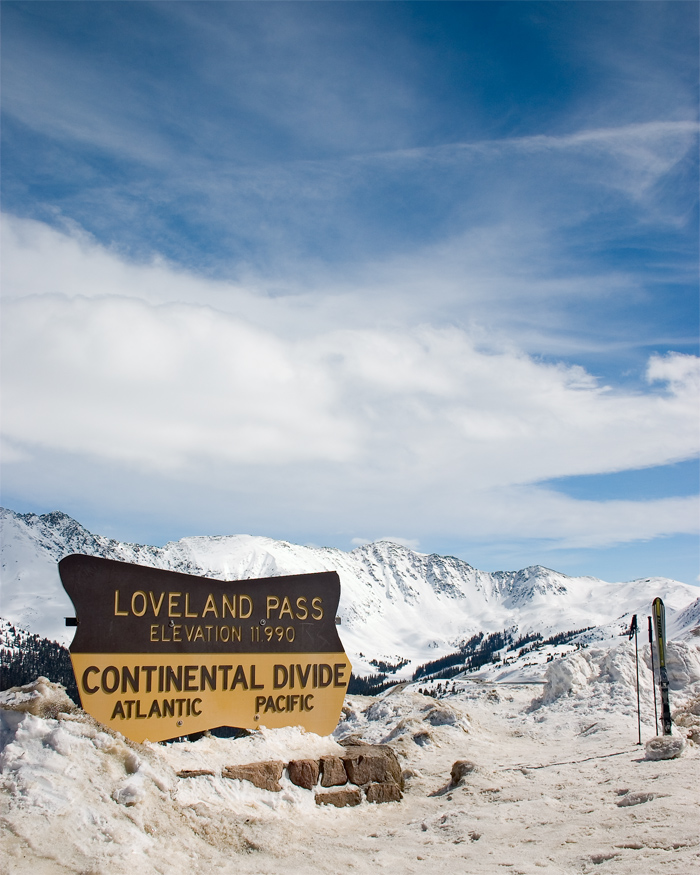
La divisòria continental nord-americana al port de Loveland, Colorado.